# Улица Александра Мациевского (Чернигов)
Улица Александра Мациевского (до 2023 года — улица Попудренко) (укр. Вулиця Олександра Мацієвського) — улица в Новозаводском районе города Чернигова. Пролегает от улицы Ивана Мазепы до проспекта Победы.
Примыкают улицы Промышленная, Галины Кузьменко (Маяковского), Межевая, переулок Иоанна Максимовича (переулок Попудренко), Иоанна Максимовича.

## История
Троицкая улица была проложена согласно плану города 1805 года. В 1919 году Троицкая улица переименована на улица Перетця — в честь русского и советского филолога, академика Владимира Николаевича Перетца. В 1930-е годы был проложен новый участок улицы Перетця в направлении железнодорожного вокзала.
После Великой Отечественной войны улицы Перетця и Шильмана (ранее Сретенская) были объединены в единую улицу Попудренко — в честь Героя Советского Союза Николая Никитича Попудренко. Улица была длиной около 3 км и пролегала от улицы Щорса до площади Пять углов. В 1979 году большая часть (около 2 км) улицы была объединена с Коммунистической улицей (сейчас начало проспекта Победы) в единый проспект Октябрьской революции (сейчас проспект Победы).
С целью проведения политики очищения городского пространства от топонимов, которые возвеличивают, увековечивают, пропагандируют или символизируют Российскую Федерацию, 30 марта 2023 года улица получила современное название — в честь Героя Украины Александра Игоревича Мациевского, согласно Решению Черниговского городского совета № 30/VIII-4 «Про переименование улиц в городе Чернигове» («Про перейменування вулиць у місті Чернігові»). Кроме того, с переименованием улицы Попудренка был переименован переулок Попудренко на переулок Иоанна Максимовича, который пролегает от улицы Иоанна Максимовича до улицы Александра Мациевского.

## Застройка
Улица пролегает в восточном направлении с небольшим уклоном на север, затем — северо-восточном направлении. Начало улицы парная и непарная стороны заняты преимущественно усадебной застройкой, а также здесь расположены школа, 5-этажный жилой дом, 4-этажное общежитие. Конец улицы (после примыкания переулка Попудренко) занят малоэтажной (2-этажные и два 3-этажных дома) и многоэтажной (5-этажные и один 8-этажный дома) жилой застройкой.
Улица Попудренко застраивалась в различные периоды, здесь сохранились дома 19 века, довоенного и послевоенного периодов, присутствуют 5-этажные хрущёвки. В послевоенные годы была построена школа № 10 (дом № 33).
В период первых пятилеток были простроены новые предприятия (мебельная, макаронная, швейная фабрики, хлебозавод, мясокомбинат, катониновая фабрику, завершено строительство фабрики музыкальных инструментов) и в связи с этим на юго-западной окраине города рядом с новым промышленным районом были построены первые 2-этажные дома рабочего городка, размещённые по новому приёму. Первые дома были именно по улице Попудренко — группа из трёх домов, которая ныне является градостроительным и архитектурным памятником Чернигова периода первых пятилеток.
В феврале 2022 года здание закрытой школа № 10 было повреждено (частично разрушено) в ходе вторжения России на Украину. В апреле 2022 года был демонтирован памятник Зое Космодемьянской, стоявший во дворе школы № 10.
|                                                    |                                               |                                           |
| начало улицы: вид в направлении улицы Ивана Мазепы | начало улицы: вид в направлении Межевой улицы | школа № 10 и памятник Зое Космодемьянской |

Учреждения:
1. дом № 14 — Черниговский городской центр занятости
2. дом № 18 — детсад № 42
3. дом № 33 — школа № 10 (закрыта с 1 сентября 2020 года)[7]

Мемориальные доски:
1. дом № 2 — Герою Советского Союза Николаю Никитичу Попудренко — комментарий прежнего именования улицы